# L'Agonie de la lumière
L'Agonie de la lumière (titre original : Dying of the Light) est un roman de science-fiction de George R. R. Martin publié en 1977. Cet ouvrage fut nommé pour le prix Hugo du meilleur roman en 1978.

## Résumé
Lorsque Dirk t’larien reçoit après tant d’années le joyau qu’il avait offert à Gwen pour sceller leur amour, l’espoir s’insinue en lui. Les souvenirs douloureux de sa rupture ne seront pas assez forts pour éteindre le fol espoir de retrouver celle qu’il aime encore. Sur le premier vaisseau interstellaire, il part pour Worlorn, ce monde du bout de l’univers qui tombe dans le crépuscule, qui n’est plus que l’ombre du « monde-festival » qu’il a été avec ces villes désertes, vitrines décadentes de civilisations à l’agonie. Mais pourra-t-il délivrer Gwen des liens ambigus qui l’unissent avec les Kavalars, peuple cruel, replié sur lui-même gangrené par son code d’honneur médiéval hérité de croyances d’un autre âge ? t’Larien, mu par ses sentiments saura t-il résister à ce monde froid et cruel ?